# Апоньо
Анто́нио Гальдеа́но Бени́тес (кат. Antonio Galdeano Benítez; род. 13 февраля 1984[…], Малага, Андалусия), известный под псевдонимом Апоньо (Apoño) — испанский футболист, завершивший игровую карьеру, выступал на позиции полузащитника.

## Клубная карьера
Антонио Бенитес родился 13 февраля 1984 года в Малаге. Начал карьеру в клубе «Сан-Педро». В дальнейшем получил прозвище Апоньо.
В 2007 году вернулся в клуб «Малага», но уже в качестве профессионального футболиста. В сезоне 2008 Апоньо и Набиль Баха стали лучшими в команде нападающими. 19 января 2012 года Апоньо был отдан в аренду в «Реал Сарагосу» до окончания сезона. Дебютировал за свою новую команду спустя три дня в матче с «Леванте», который закончился со счётом 0:0.